# خوراک اصلی

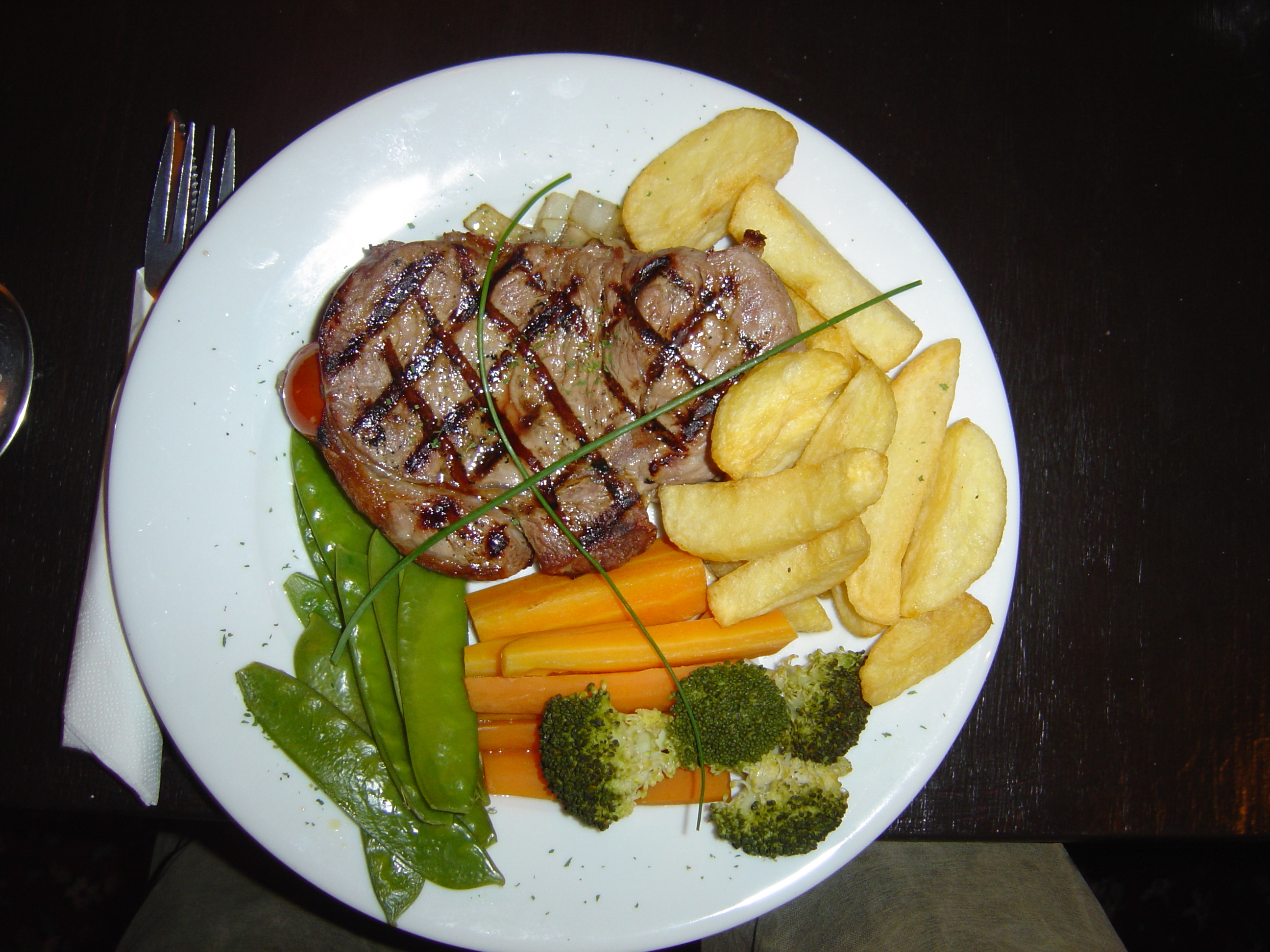
یک استیک گوشت راسته شام. این ممکن است دوره اصلی از یک وعده غذایی است.

خوراک اصلی یا وعده غذای اصلی، به غذای عمده‌ای گفته می‌شود که در یک وعده غذایی با چند نوع ماده غذایی، به عنوان خوراکی عمده و اصلی سرو می‌شود. در آمریکا و کانادا ممکن است به آن entrée ("ورودی") گفته شود.
غذای اصلی معمولاً سنگین‌ترین، محبوب‌ترین و پیچیده‌ترین بخش یا از نظر حجمی، بزرگترین بخش در یک منوی غذایی است. مواد تشکیل دهنده غذای اصلی معمولاً گوشت، ماهی یا دیگر منبع پروتئین است. پیش از غذای اصلی، عمدتاً پیش خوراک، سوپ یا سالاد و به دنبال آن یک دسر سرو می‌شود. برای همین است که گاهی از غذای اصلی با عنوان "وعده گوشت" یاد می‌شود.
در ضیافت رسمی، خوراک اصلی می‌تواند اوج کار آشپزی و پذیرای باشد. غذاهای پس از خوراک اصلی باید کام و معده را آرام سازند.